# Calodexia interrupta
Calodexia interrupta là một loài ruồi trong họ Tachinidae.